# ペトルス・ロンバルドゥス

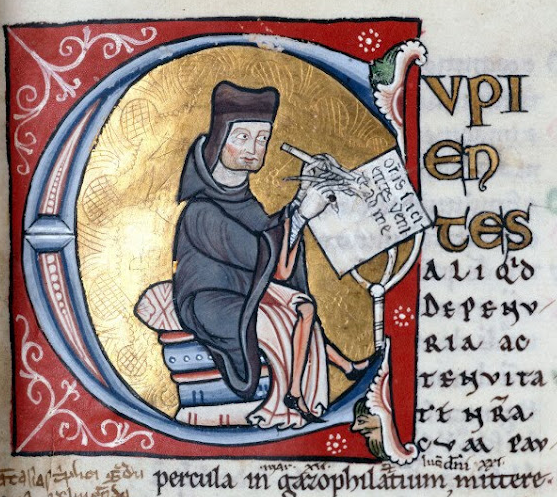
ペトルス・ロンバルドゥス

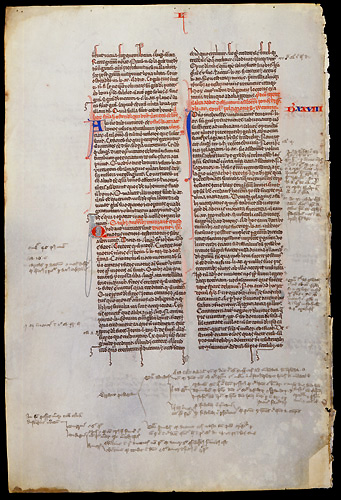
命題集（Libri Quattuor　Sententiarum)

ペトルス・ロンバルドゥス（羅: Petrus Lombardus, 1100年ごろ - 1160年7月20日 パリ）は、カトリック教会の司教、スコラ神学者。「Magister Sententiarum」（教師、教法先生、命題集の師）として知られる。イタリア語名でピエトロ・ロンバルド（Pietro Lombardo）とも呼ばれる。
教父たちの著述を注解した『命題集』は中世における神学の教科書として広く用いられた。トマス・アクィナスの『神学大全』は彼を特別に教師と呼んでいる。オッカムの剃刀で知られるオッカムのウィリアムは『命題集』を批判的に分析した。
ペトルスはサン・ヴィクトルのフーゴーによるサクラメントの定義から物質性を削除することによって、フーゴーの定義では除外されてしまう悔悛をサクラメントとして取り入れた。これによってカトリック教会における7つの秘蹟が確定した。
ダンテの『神曲』の登場人物でもある。